# Tres Ventanas
Tres Ventanas es el nombre de tres cavernas naturales situados en la puna baja de Huarochirí, sierra de Lima, en el Perú. En ellas se encontraron restos arqueológicos pertenecientes al hombre del periodo lítico y del periodo arcaico. Destacan cuatro cadáveres bien conservados, dos de adultos y dos de infantes. El habitante de esa remota época, de 8000 a. C. a 4000 a. C., ha sido bautizado como el hombre de Tres Ventanas u hombre de Escomarca, que es el nombre de la localidad más cercana al yacimiento.

## Ubicación
Las cuevas están situadas a 3.935m s. n. m., en la quebrada de Chilca, en el distrito de Langa de la provincia de Huarochirí del departamento de Lima, en el límite con la provincia de Huarochirí, a la altura del km 63 de la Carretera Panamericana Sur o vía Cieneguilla-Langa-San Lázaro de Escomarca (o Santo Domingo de los Olleros).

## Descubrimiento
Las cavernas fueron descubiertas en 1968 por Bernardino Ojeda Enríquez, arqueólogo de campo del equipo de Frédéric Engel, del Instituto de Antropología y Agricultura Precolombina (I.A.A.P.), hoy Centro de Investigaciones de Zonas Áridas (C.I.Z.A.) de la Universidad Nacional Agraria La Molina. Los estudios se hicieron en el marco de un ambicioso programa de investigaciones de los sitios del precerámico y duraron 15 años.

## Descripción
Son tres cavernas naturales de toba volcánica: la primera tiene seis metros de profundidad, la segunda veintidós y la última trece, no superando ninguna los cinco metros de altura. Los arqueólogos lo han denominado Cueva I, Cueva II y Cueva III. El estado de sequedad absoluta de los estratos, a 13 metros de profundidad, ha permitido hallar restos vegetales y humanos en buen estado de conservación.

## Hallazgos
En la Cueva I se encontró material lítico y restos óseos de camélidos, venados, vizcachas y algunos otros roedores. Se hallaron también los cuerpos bien conservados de dos infantes o bebés, uno de los cuales tiene clara evidencia de haber sido sacrificado.
En la Cueva II (la del medio) se encontraron las momias de dos adultos, envueltas en mantos de cuero de camélido. Se hallaron además restos de ichu o paja brava, pero también de especies comestibles: calabazas, jíquimas, camotes, y posiblemente papas y ollucos. Tanto en la Cueva I como en la II se hallaron restos de tejidos de fibras entrelazadas y anilladas.En la Cueva III (3) se encontraron los vestigios más antiguos. Debajo de los restos modernos aparece una capa delgada conteniendo cerámica prehispánica tardía.
Se hallaron también, en estratos más profundos, huesos de megafauna: un megaterio (oso perezoso gigante) y un tigre dientes de sables, aunque solo en fragmentos o porciones. Son de fines del Pleistoceno.

## Restos humanos
En las cuevas de Tres Ventanas se encontraron en total cuatro cuerpos humanos, completos y bien conservados, que presentan signos de haber sido sometidos a prácticas de preservación mortuoria. En una cueva cercana, llamada Quiqche, se halló otro esqueleto humano completo. Son pues, cinco cuerpos, a los que globalmente se les conoce como los hombres de Escomarca o de Tres Ventanas.
- Cuerpo N.º 1: Es la osamenta encontrada en Quiqche, en una choza circular construido en el fondo de una cueva. No conserva su vestimenta, debido a la humedad del ambiente. Los desechos de la vida doméstica de los habitantes primitivos fueron sometidos a la prueba del radio carbono 14 y dieron una antigüedad de 9940 años, es decir de hace 8000 a. C.

- Fardo n.º 2: Es el hallado en el nivel 4 de la Cueva II. Contiene una persona joven con el cuerpo flexionado sobre su hombro derecho, con sus manos sobre su cara. Su cabeza está cubierta con una honda de cuero de camélido. Encima del cuerpo se han detectado restos de redes de fibras vegetales. Todo el cuerpo estaba envuelto con un manto de cuero de camélido y atado con cordeles de cuero torcido, y se hallaba colocado sobre un lecho de paja de ichu. Encima de la fosa en que fue sepultado se encontraron lajas de piedra.

- Fardo N.º 3: Hallado también en el nivel 4 de la Cueva II. Contiene un cuerpo envuelto completamente en cuero curtido de camélido, con costuras finas adaptadas a la forma del cuerpo y pintado con líneas de color azul claro, todo lo cual que revela un trabajo artesanal avanzado. Encima está cubierto por un paño confeccionado en base de junco y amarrado con soguillas elaboradas con junco desfibrado. A su alrededor había rodelas de paja de ichu. Al igual que el fardo anterior, la fosa donde yacía estaba cubierta con piedras.

- Fardo 4: Es el hallado en la Cueva I. Es un infante hallado en posición decúbito dorsal, con piel fláccida, envuelto en tejido de fibras de lana de camélido y encima otra envoltura de cuero de camélido. Estaba colocado sobre un lecho de paja de ichu. A la altura de su pecho estaba colocada una aguja de punta roma, hecha de hueso de camélido.

- Fardo 5: Hallado también en la Cueva I. Es un infante que tiene todos los indicios de haber sido víctima de un sacrificio humano. La cabeza está introducida en una bolsa de tejido de junco, las piernas flexionadas y pies juntos, y el brazo derecho levantado hacia la cabeza en gesto de rechazo hacia una fuerza ejercida contra su cabeza. Todo el cuerpo estaba envuelto en cuero de camélido.

Pruebas radiocarbónicas han arrojado una antigüedad de 10.030 ± 170 años para los cuerpos de Tres Ventanas, es decir, de hacia el 8000 a. C.
Se pensó enviar uno de los cuerpos a Estados Unidos para que fuera minuciosamente analizado, pero como ello implicaba la destrucción de sus prendas de vestir, se optó por conservarlo tal como fue hallado, a la espera de otras técnicas de análisis no destructivas. Actualmente se exhiben en el Museo Nacional de Antropología, Biodiversidad, Agricultura y Alimentación (MUNABA) de la Universidad Nacional Agraria de La Molina, en Jesús María, Lima.

## Industria lítica
La mayoría de los instrumentos líticos están toscamente tallados, a percusión y a presión. El material procedía de canteras lejanas. Destacan puntas foliáceas (para lanzas y flechas), raederas (para cortar) y lascas (para despellejar).

## Modos de vida
Los primeros moradores de las cuevas fueron cazadores nómadas perseguidores de camélidos y cérvidos, atrapadores de vizcachas y perdices, así como de peces fluviales y lacustres, mientras que sus hijos y mujeres se dedicarían posiblemente a recolectar frutos y raíces silvestres. Dentro de las cuevas armaban fogatas para cocinar, alumbrarse y calentarse, lo que se comprueba al notarse el ennegrecimiento del techo.
No se hallaron indicios de cerámica ni de tejidos de algodón, lo que nos indica que sus moradores pertenecieron al período precerámico o preagrícola. La vestimenta del hombre de ese tiempo está hecha de fibras vegetales entrelazadas. Las fibras son enteras, sin deshilachar, martilladas suavemente para darles mayor superficie visible. Corresponden a la etapa pre-textil, que después daría origen a la textilería propiamente dicha.